# 卢仝

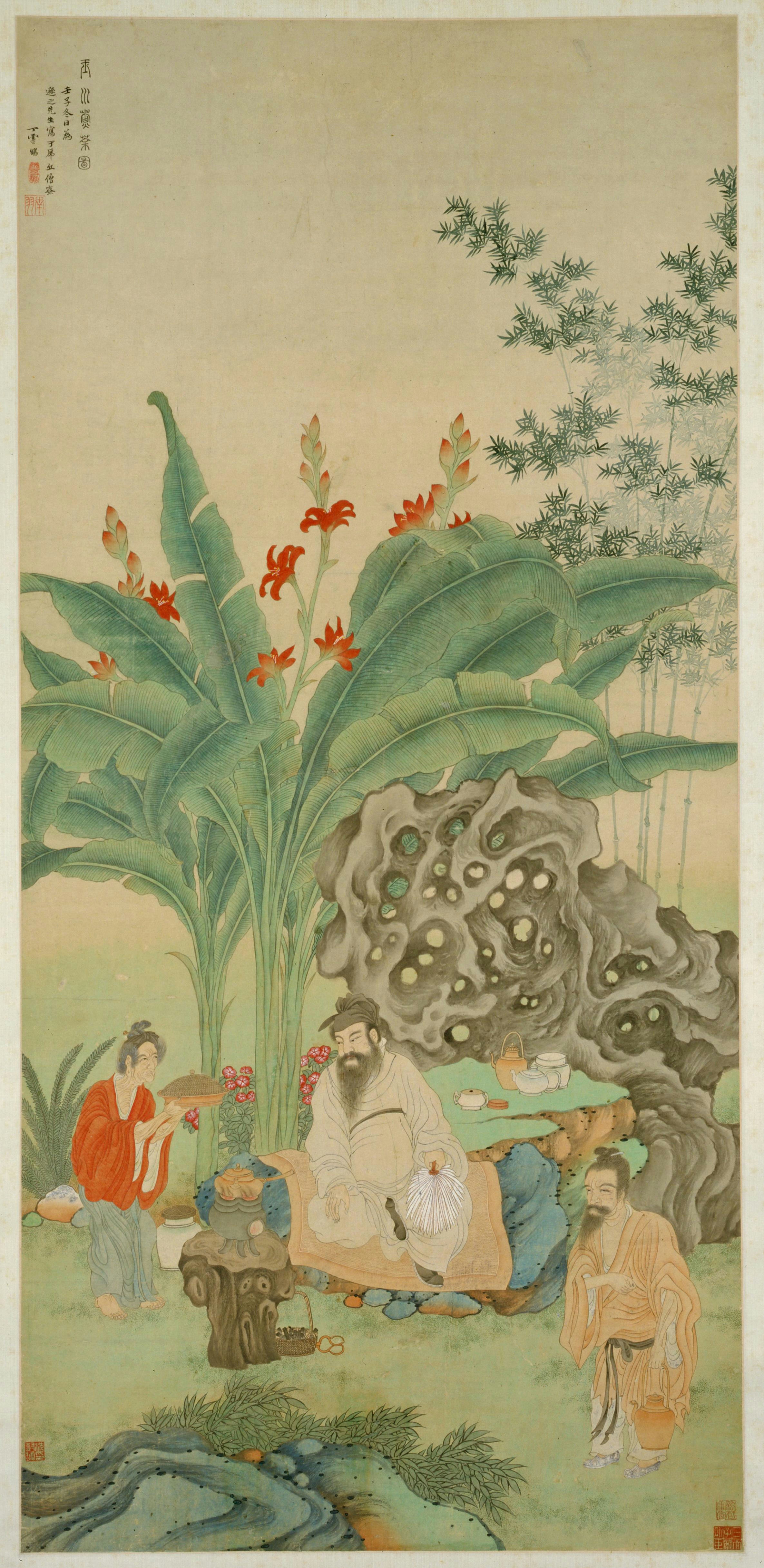
明代画家丁云鹏《玉川煮茶图》描绘了卢仝煮茶的情景（北京故宫博物院藏）

卢仝（795年？—835年？），自号玉川子，河南济源人，中国唐朝中期诗人。

## 生平
卢仝少有才名，早年即隐居嵩山少室山，拒绝为官。诗風奇詭险怪，人称“卢仝体”，有《玉川子诗集》传世。后为韩愈赏识，韩愈的《月蚀诗效玉川子作》是对卢仝《月蚀诗》進行繁刪，體現他對卢仝体的推崇。後卢仝迁居洛阳。元和六年，卢仝在洛阳里仁坊購宅。他好饮茶，一首《走笔谢孟谏议寄新茶》人称“玉川茶歌”，与陆羽茶经齐名。
一般認為盧仝死於甘露之變。大和九年（835年）十一月二十日，甘露之變前夕，卢仝正在宰相兼领江南榷茶使王涯家中作客，二十一日事变爆发，一同被宦官所害，“卢仝老无髮，閹人于脑后加钉而死”。但現今專家考證盧仝只活四十多歲，死時下距離甘露之變尚有二十餘年。盧仝後期作品常提及貧病交迫，死因可能是客居扬州时受瘴气侵袭所致。但其卒年至今仍無確考。乾隆年间萧应植等撰《济源县志》载：在县西北十二里武山头有“卢仝墓”。

## 相关作品
宋 刘松年 《卢仝烹茶图》
明 陈洪绶 《玉川子像》
明 丁云鹏 《卢仝煮茶图》